# Murad Ramazanov (peleador)
Murad Ramazanov (Makhachkala, Daguestán, Rusia; 16 de octubre de 1995) es un artista marcial mixto ruso que actualmente compite en la categoría de peso wélter de ONE Championship.

## Primeros años
Ramazanov nació el 16 de octubre de 1995 en la Daguestán, Rusia. Viene de una familia de clase media de la Makhachkala, en la que su padre manejó uno exitoso negocio, y su madre educó a él y a sus hermanos.

## Carrera de artes marciales mixtas
Antes de firmar con ONE Championship, Ramazanov acumuló un récord de 8–0, peleando en promociones rusas como Gorilla Fighting Championship o Fight Nights Global.

### ONE Championship
Ramazanov debutó en la promoción contra Bae Myun Ho en ONE: King of the Jungle el 2 de febrero de 2020. Ganó la pelea por TKO en el primer asalto.
Ramazanov enfrentó a Hiroyuki Tetsuka en ONE: Inside the Matrix 3 el 13 de noviembre de 2020. Ganó la pelea por decisión unánime.
Ramzanov enfrentó al ex-Campeón Mundial de Peso Wélter de ONE Zebaztian Kadestam en ONE: Winter Warriors 2 el 17 de diciembre de 2021. Ganó le pelea por decisión unánime.
Ramazanov enfrentó al doble campeón de KSW, Roberto Soldić, en ONE on Prime Video 5 el 2 de diciembre de 2022. Durante el  primer asalto de la pelea, Ramazanov conectó un rodillazo a la ingle de Soldić que lo dejó incapaz de continuar, declarando la pelea como sin resultado.

### Professional Fighters League
El 18 de diciembre de 2023, Ramazanov anunció que había firmado con PFL.

#### Temporada 2024
Ramazanov enfrentó a Laureano Staropoli el 19 de abril de 2024, en PFL 3. Ganó la pelea por sumisión en el primer asalto, consiguiendo 6 puntos en la temporada regular.
Ramazanov enfrentó a Shamil Muzaev el 28 de junio de 2024, en PFL 6. Perdió la pelea por TKO en el segundo asalto.
Ramazanov enfrentó  a Shamil Muzaev en una revancha en la semifinal del torneo de peso wélter el 23 de agosto de 2024, en PFL 9. Perdió la pelea por decisión unánime.

## Campeonatos y logros

### Amateur
- World Mixed Martial Arts Association
  - Campeonato de Peso Ligeor de WMMA de 2016
- Union of Mixed Martial Arts "MMA" of Russia
  - Ganador del torneo de Peso Ligero de Obinsk Cup de 2015
  - Campeonato de Peso Ligero de Union of MMA de 2016

## Récord en artes marciales mixtas
| Récord profesional | Récord profesional | Récord profesional |
| 15 peleas          | 12 victorias       | 2 derrotas         |
| ------------------ | ------------------ | ------------------ |
| Nocaut             | 4                  | 1                  |
| Sumisión           | 4                  | 0                  |
| Decisión           | 4                  | 1                  |
| Sin resultado      | 1                  | 1                  |

| Resultado     | Récord   | Oponente                | Método                                | Evento                                     | Fecha                    | Ronda | Tiempo | Localización                | Notas                                                        |
| ------------- | -------- | ----------------------- | ------------------------------------- | ------------------------------------------ | ------------------------ | ----- | ------ | --------------------------- | ------------------------------------------------------------ |
| Derrota       | 12–2 (1) | Shamil Muzaev           | Decisión (unánime)                    | PFL 9                                      | 23 de agosto de 2024     | 3     | 5:00   | Washington D. C.            | Semifinal del Torneo de Peso Wélter de PFL de 2024.          |
| Derrota       | 12–1 (1) | Shamil Muzaev           | TKO (golpes)                          | PFL 6                                      | 28 de junio de 2024      | 2     | 1:51   | Sioux Falls, Dakota del Sur |                                                              |
| Victoria      | 12–0 (1) | Laureano Staropoli      | Sumisión (rear-naked choke)           | PFL 3                                      | 19 de abril de 2024      | 1     | 4:06   | Chicago, Illinois           | Regreso a peso wélter (170 lbs).                             |
| Sin Resultado | 11–0 (1) | Roberto Soldić          | Sin Resultado (golpe bajo accidental) | ONE on Prime Video 5                       | 2 de diciembre de 2022   | 1     | 3:01   | Pasay                       | Un golpe bajo accidental dejó a Soldić incapaz de continuar. |
| Victoria      | 11–0     | Zebaztian Kadestam      | Decisión (unánime)                    | ONE: Winter Warriors 2                     | 3 de diciembre de 2021   | 3     | 5:00   | Kallang                     |                                                              |
| Victoria      | 10–0     | Hiroyuki Tetsuka        | Decisión (unánime)                    | ONE: Inside the Matrix 3                   | 30 de octubre de 2020    | 3     | 5:00   | Kallang                     |                                                              |
| Victoria      | 9–0      | Myung Ho Bae            | TKO (golpes)                          | ONE: King of the Jungle                    | 28 de febrero de 2020    | 1     | 4:53   | Kallang                     |                                                              |
| Victoria      | 8–0      | Farshid Gholami         | Sumisión (guillotine choke)           | Gorilla Fighting 22                        | 13 de diciembre de 2019  | 2     | 2:04   | Krasnodar                   |                                                              |
| Victoria      | 7–0      | Nursulton Ruziboev      | Decisión (unánime)                    | Gorets FC                                  | 6 de julio de 2019       | 3     | 5:00   | Kaspisk, Daguestán          |                                                              |
| Victoria      | 6–0      | Ulugbek Oskanov         | Sumisión (rear-naked choke)           | Fight Nights Global 93                     | 25 de abril de 2019      | 2     | 3:18   | Moscú                       |                                                              |
| Victoria      | 5–0      | Ruslan Khaskhanov       | Sumisión (rear-naked choke)           | ProFC 63                                   | 10 de septiembre de 2017 | 2     | 2:20   | Rostov del Don, Rostov      |                                                              |
| Victoria      | 4–0      | Makamagomed Khairullaev | KO                                    | Combat Self Defense Federation 1           | 12 de septiembre de 2014 | 1     | 0:20   | Pyatigorsk                  |                                                              |
| Victoria      | 3–0      | Khikmet Abdullaev       | TKO (golpes)                          | North Caucasian Fighting Championship 2014 | 30 de agosto e 2014      | 1     | 2:14   | Piatigorsk, Stávropol       |                                                              |
| Victoria      | 2–0      | Khizri Magomedov        | TKO (golpes)                          | Dagestan MMA open Cup 2014                 | 21 de junio de 2014      | 2     | N/A    | Jasaviurt                   |                                                              |
| Victoria      | 1–0      | Salman Salimkhanov      | Decisión (unánime)                    | Moscow Open Pankration Cup 2014            | 22 de febrero de 2014    | 3     | 5:00   | Moscú                       |                                                              |